# Марія Хосе Мата
Марія Хосе Мата (3 грудня 1994) — мексиканська плавчиня. Учасниця Чемпіонату світу з водних видів спорту 2017, де в попередніх запливах на дистанції 200 метрів батерфляєм посіла 24-те місце і не потрапила до півфіналів.